# تونیو سلوارت
تونیو سلوارت (آلمانی: Tonio Selwart؛ ۹ ژوئن ۱۸۹۶ – ۲ نوامبر ۲۰۰۲) یک هنرپیشه اهل آلمان بود.
از فیلم‌ها یا برنامه‌های تلویزیونی که وی در آن نقش داشته است می‌توان به آنتسیو، ویلسون، احساس، لبه تاریکی، هلن، تمپست، پنج زن بدنام، ستاره قطبی، تامپیکو اشاره کرد.